# 小源大橋戰鬥
小源大橋戰鬥發生開始於1932年9月12日，地點則是在中國江西。是國共內戰前期主要戰鬥之一。該戰鬥交戰一方為中華民國國民革命軍62師(陶廣)，另一方則為中國共產黨所領導之中國工農紅軍(所屬學生軍)。